# Polymera (Polymera) albogenualis
Polymera (Polymera) albogenualis is een tweevleugelige uit de familie steltmuggen (Limoniidae). De soort komt voor in het Neotropisch gebied.